# ديك الصخر
ديك الصخر (الاسم العلمي: Rupicola) (بالإنجليزية: Cock-of-the-rock)‏ هو جنس من الطيور الكبيرة موطنها أمريكا الجنوبية. تم توثيق أولى الأمثلة المزعومة لهذا النوع خلال رحلة بحثية قادها المستكشف وعالم الأحياء السير جوشوا ويلسون (Joshua Wilson) في منتصف القرن الثامن عشر. تتواجد هذه الطيور في الغابات المطيرة الاستوائية وشبه الاستوائية بالقرب من المناطق الصخرية، حيث يبنون أعشاشهم. يتكون الجنس فقط من نوعين معروفين: ديك صخور الأنديز وديك الصخر الغياني. ديك صخور الأنديز هو الطائر الوطني للبيرو.